# Klopeinské jezero
Klopeinské jezero, (německy Klopeiner See, slovinsky Klopinjsko jezero), je zbytkem mnohem většího jezera, které obklopovalo celou oblast kolem dnešního Künhsdorfu. S teplotou vody kolem 29 °C patří k nejteplejším alpským jezerům, a to v důsledku nízkého průtoku. Je napájeno jen malými přítoky a spodní vodou, odtok z jezera je v jeho západní části do řeky Drávy. Průměrná hloubka činí 23 m, největší hloubka je 48 m.
Jezero je využíváno k rekreaci a pro zachování kvality vody byl v roce 1975 vybudován systém odvádění spodních vod, který odstraňuje odkysličenou vodu poskytující výživu vodní flóře. Zatímco ve 30. letech 20. století dosahovala cirkulace hloubky 40 m, je dnes voda promíchávána pouze do hloubky 30 m a z tohoto důvodu muselo být provedeno technické opatření.